# Эрпе-Мере
Эрпе-Мере (нидерл. Erpe-Mere) — бельгийская коммуна, расположенная во Фламандском регионе (провинция Восточная Фландрия). Население — 19 412 чел. (1 января 2011). Площадь — 34,03 км2.
Эрпе-Мере возникла в 1975 году в результате объединения пяти частей современной коммуны. Из них Эрпе была большей по площади, Мере — центральной и самой населённой. Отсюда возникло название коммуны.